# Chrysotus halteralis
Chrysotus halteralis är en tvåvingeart som beskrevs av Van Duzee 1924. Chrysotus halteralis ingår i släktet Chrysotus och familjen styltflugor. Inga underarter finns listade i Catalogue of Life.